# Paris-Roubaix 2002
Paris-Roubaix 2002 a fost a 100-a ediție a Paris-Roubaix, o cursă clasică de ciclism de o zi din Franța. Evenimentul a avut loc pe 14 aprilie 2002 și s-a desfășurat pe o distanță de 261 kilometri până la velodromul din Roubaix. Câștigătorul a fost Johan Museeuw din Belgia de la echipa Domo–Farm Frites.

## Rezultate
| Loc | Concurent              | Echipă                               | Timp       |
| --- | ---------------------- | ------------------------------------ | ---------- |
| 1   | Johan Museeuw (BEL)    | Domo–Farm Frites                     | 6h 39' 08" |
| 2   | Steffen Wesemann (GER) | Team Telekom                         | + 3' 04"   |
| 3   | Tom Boonen (BEL)       | U.S. Postal Service Pro Cycling Team | + 3' 08"   |
| 4   | Tristan Hoffman (NED)  | CSC–Tiscali                          | + 4' 02"   |
| 5   | Lars Michaelsen (DEN)  | Team Coast                           | + 4' 02"   |
| 6   | George Hincapie (USA)  | U.S. Postal Service Pro Cycling Team | + 4' 02"   |
| 7   | Thierry Gouvenou (FRA) | BigMat–Auber 93                      | + 4' 02"   |
| 8   | Max van Heeswijk (NED) | Domo–Farm Frites                     | + 4' 02"   |
| 9   | Nico Mattan (BEL)      | Cofidis                              | + 4' 02"   |
| 10  | Enrico Cassani (ITA)   | Domo–Farm Frites                     | + 4' 02"   |